# Ласлоне Намет
Ласлоне Немет (угор. Németh Lászlóné, справжнє ім'я Жужанна Шереньї, Serényi Zsuzsanna; нар. 16 липня 1953, Будапешт, Угорщина) — угорська політична діячка та економістка. Міністерка національного розвитку в 2011—2014 рр. Уповноважена у справах пошти та національних фінансових послуг в 2014—2016 рр.
Згідно з рейтингом порталу фінансових новин Befolyás-barométer, була 28-ю найвпливовішою людиною в Угорщині в 2014 році.

## Життєпис
Народилася 16 липня 1953 року в Будапешті, Угорщина.
У 1976 році здобула вищу спеціальну освіту з питань зовнішньої торгівлі в Освітньому та навчальному центрі зовнішньої торгівлі (угор. Külkereskedelmi Oktatási és Továbbképző Központ), інституті підвищення кваліфікації в Будапешті.
У 1971—1977 рр. працювала агенткою з експорту в Artex, зовнішньоторговельній дочірній компанії Херендської порцелянової мануфактури, в 1977—1990 рр. — торговою представницею в Artex. У 1990—1995 рр. — глава департаменту, потім заступниця глави департаменту в будапештському відділенні ізраїльського Банку Леумі. У 1995—1998 рр. начальниця відділу поточних операцій центральної філії OTP Group, потім начальниця відділу кредитування. У 1998—2002 рр. заступниця генерального директора Угорського банку розвитку (MFB), відповідальна за кредитування. У 2002—2005 рр. заступниця виконавчого директора банку OTP в Південному Пешті. У 2005—2008 рр. — заступниця керуючого центральною філією банку OTP, в 2008—2010 рр. — спеціальна заступниця директора центральної філії банку OTP по роботі з клієнтами. У 2010—2011 рр. — заступниця голови і членкиня Ради директорів Угорського банку розвитку, а також членкиня Ради директорів угорської державної електроенергетичної компанії MVM.
23 грудня 2011 року одержала портфель міністра національного розвитку у другому кабінеті Орбана під керівництвом прем'єр-міністра Віктора Орбана. Змінила Тамаша Феллегі, який пішов у відставку 8 грудня. Як міністерка національного розвитку контролювала зовнішньоекономічну діяльність, сферу міжнародних фінансів, стратегічно важливі для Угорщини питання енергетики і великі інвестиції в цю сферу, очолювала з угорської сторони спільну угорсько-російську комісію з економічного співробітництва.
Отримала посаду уповноваженої у справах пошти та національних фінансових послуг в третьому кабінеті Орбана, сформованому 6 червня 2014 року. 6 липня 2016 року її змінила Андреа Бартфаї-Магер.
У 2016 році вийшла на пенсію.
З грудня 2018 року була президентом Наглядової ради відділу національної тютюнової торгівлі.
Володіє англійською та німецькою мовами.
Одружена. Має двох доньок.